# Arteria thoracoacromialis
Arteria thoracoacromialis, i nogle tilfælde benævnt truncus thoracoacromialis, er en forgrenene arterie befindende i brystregionen. Den udspringer fra arteria axillaris ved overkanten af pectoralis minor og forgrener sig derefter til tre hovedgrene.

## Struktur
Arteria thoracoacromiales perforerer fascia coracoclavicularis og deler sig til tre hovedgrene, ramus pectoralis, ramus deltoideus og ramus acromialis.
| Afgrening        | Beskrivelse |
| ---------------- | --- |
| Ramus pectoralis | Forløber nedad imellem pectoralis major og pectoralis minor og forsyner også begge disse. På kvinder forsyner den også brystet. Undervejs anastomoserer den med arteriae intercostales. |
| Ramus acromialis | Løber fra samme udspring som ramus pectoralis, men løber lateralt ud mod armen, over processus coracoideus ud mod acromion af skulderbladet. Her forsyner den deltoideus.               |
| Ramus deltoideus | Udspringer fra ramus acromialis og forsyner deltoideus og pectoralis major ved deres insertion.                                                                                         |